# ینیشهیر
ینیشهیر (به ترکی استانبولی: Yenişehir) یک منطقهٔ مسکونی در ترکیه است که در استان دیاربکر واقع شده‌است.